# Lantosan Rogas
Lantosan Rogas is een bestuurslaag in het regentschap Tapanuli Selatan van de provincie Noord-Sumatra, Indonesië. Lantosan Rogas telt 201 inwoners (volkstelling 2010).